# Allan Ray
Allan Ray (Bronx, Nueva York; 17 de junio de 1984) es un exjugador de baloncesto estadounidense. Con 1,88 metros de altura, jugaba en la posición de base.

## Carrera deportiva

### Universidad
Allan pasó el ciclo completo de 4 años en la Universidad de Villanova. En 2001, el técnico Jay Wright reclutó al jugador para los Wildcats después de que le haya encandilado en el St. Raymond's High School de Nueva York. Esa misma temporada también se hizo con otros tres jugadores, Randy Foye, Jason Fraser y Curtis Sumpter. Éstos, junto a Ray, eran los encargados de intentar llevar a la Universidad al campeonato. El juego exterior de los Wildcats estaba remozado con lo que era la base del equipo. Destacaban ante todo Allan Ray y Randy Foye, pero también Kyle Lowry y Mike Nardi aportaban mucho. 
La trayectoria de Ray en Villanova ha estado algo mermada por las lesiones, pero eso no fue impedimento para que alcanzara los 2.000 puntos con el equipo.
En su temporada freshman, en la 2002-03 ya empezaba a aportar, promedió 9.9 puntos con 16 ante Marquette en su debut, el 15 de noviembre de 2002. Como sophomore ya empezaba a brillar como uno de los jugadores claves del equipo, tras promediar 17.3 puntos. Tanto esta temporada, como en su año júnior, lideraría al equipo en anotación. En su tercera campaña en el equipo, la 2004-05 firmó 16.2 puntos de media y alcanzó con los Wildcats las semifinales regionales, cayendo de uno ante North Carolina.
En la 2005-06 Villanova acabó empatada con UConn Huskies en el campeonato de la liga regular en la Big East decidiendo los dos enfrentamientos con los Huskies, en los que salieron vencedores, con una histórica victoria en casa, en lo que muchos la denominaron como el mejor triunfo de Villanova en 20 años. 
El equipo acabó con un récord de 28-5 y con una recta final de 14-2. Se colaron en el torneo final de la NCAA con un juego de pequeños en las posiciones exteriores, Lowry, Ray y Foye. Esta vez llegaron a la final regional, donde cayeron frente a los posteriores campeones, Florida Gators. 
Ray y Foye formaron uno de los mejores dúos del país. Promedió 19.1 puntos y fue uno de los 4 finalistas del premio al Universitario del Año, junto con Rudy Gay, Adam Morrison y J.J. Redick, que sería el ganador. Ray fue incluido en el Mejor Quinteto de la Big East junto a su compañero Randy Foye, que fue quien se llevó el premio de Jugador del Año en la Big East.
Esa campaña Ray viviría uno de los sustos que difícilmente olvidará, fue en las semifinales del torneo de la Big East donde Carl Krauser, de Pittsburgh, le sacó de un manotazo involuntario el ojo. Aunque cundió el pánico y se podía prever la gravedad de la lesión, el tema no pasó a mayores.

### NBA
Ray se declaró elegible en el draft de 2006, sin embargo para sorpresa de muchos expertos y de muchos aficionados, no fue elegido. Pero el 6 de julio de 2006, Boston Celtics lo fichó como agente libre.
Durante sus primeros meses en la liga apenas contó, pero en febrero dejó entrever muestras de su poder anotador, con dos partidos por encima de 20 puntos. Ante Atlanta Hawks con 22 firmó su mejor anotación como novato (más tarde igualaría esa marca frente a Indiana Pacers). Debido a que el equipo en abril ya no se jugaba nada, Ray gozó de más minutos que de costumbre, lo que le valió para firmar 10,4 puntos, 2 rebotes y 1,9 asistencias de media. Sus promedios al acabar la temporada serían de 6,2 puntos y 1,.5 rebotes.
[actualizar]

## Vida personal
Allan Ray es hermano del también baloncestista Kendrick Ray.